# ヘブンリーシンフォニー
『ヘブンリーシンフォニー』(Formula One World Championship: Heavenly Symphony 1993)は、1994年にセガ・フジテレビジョンが発売したメガCD向けのレーシングゲーム。

## 作品解説
フジテレビのゲーム会社とのタイアップゲーム第2弾。1987年で任天堂とタイアップしたアクションゲーム『夢工場ドキドキパニック』とは違い、F1をモチーフにし、1993年のF1世界選手権を題材にしている。当時フジテレビF1中継のピットリポーターだった川井一仁が監修しており、ゲーム中に登場する架空のテストコースも川井が設計している。ドライバーやコースは1993年に開催されたF1チャンピオンシップのデータを使用しているが、ゲームのシステム的には『スーパーモナコGP』を踏襲している。本作のCMナレーター及びサーキットコースの解説はクリス・ペプラーが担当している。
F1の実写中継映像と1993年に開催されたF1チャンピオンシップのデータはフジテレビが担当している。アイルトン・セナは諸事情で登場せず、代わりにマクラーレンのドライバーとして赤ヘルメットのドライバーが登場する（なお同ドライバーに限り、設定画面で名前を変更することが可能）。
「GRAND PRIX」「1993 MODE」「FREE RUN」が用意されているが、それまでのセガ製F1ゲームから効果音が一新され、さらにBGMもCD音源となり、また難易度も『スーパーモナコGP』、『アイルトン・セナ スーパーモナコGP II』より格段と高くなっている。
「GRAND PRIX」モードは世界各国全16戦を戦い、ワールドチャンピオンを目指すという内容である。当時のF1をモチーフにしており、実在のチーム・関係者及びドライバー（前述の通りアイルトン・セナを除く）が登場する。
ドライバー2名のチームが全13チームで構成され、世界各地で年間16戦を戦う。年間優勝すると年間成績に応じて次年度の所属チームと契約できる。

## システム
ゲームのシステムは以下の通り。
- ゲーム開始時にマシンのセッティングが可能。マシンをそのコース毎、状況に合わせたセッティングにする事で有利にゲームを運ぶことができる。
- 他車や構築物などに接触したり、タイヤのグリップ力が落ちたりすると最高速度が低下する。この時ピットインすればダメージを回復できる。前作とは違いレインタイヤやドライタイヤに交換する事も可能になった。
- いずれのゲームモードでもクラッシュなど非常に大きな接触ダメージを受けると、マシンが大破しその場でリタイアとなる（他にも逆走を続けるとリタイアになる）。またゲーム中にポーズし、そのままリタイアすることも可能である。

## 移籍
1年間のシーズンを戦い抜いてエンディングを迎えると、次のシーズンがスタートする時に、その時点で新しく別のチームと契約することが出来る。但し、プレイヤーの成績によって契約できるチームは異なる。また、シーズン中にプレイヤーの成績が悪いとチームを解雇されゲームオーバーとなってしまう。
なお、上位のチームに行くほどマシンの性能が高くなり、レースが有利に運べる。
- マシンの最高速度がアップ。
- 他車や構築物などと接触した時に受けるダメージが少なくなる。

## 1993モード
1993年に実際にF1で起こった出来事をプレイヤーがそのドライバーと同じ状況下で、同じ、あるいはそれ以上の結果を出すモード。 そのシナリオの条件を満たせばエンディングが流れるが、走行中にリタイヤしたり、勝利条件を果たせなかった場合はバッドエンディングが流れ、もう一度やりなおしとなる。

## その他
- フジテレビの協力により、F1中継映像を使用したビジュアルシーンが流れるようになった（ただしキャメルやマールボロといったタバコ広告は塗りつぶされている）。
- 前2作品（「スーパーモナコGP」、「アイルトン・セナ スーパーモナコGP II」）とは異なり、実在のチームや実在のドライバーが登場しているためか、簡単に優勝することが出来なくなった。

## サウンドトラック
- FORMULA ONE HEAVENLY SYMPHONY 1（イーストウェストジャパン、1994年4月25日、AMCM-4192）
- FORMULA ONE HEAVENLY SYMPHONY 2～THE REMIXES（イーストウェストジャパン、1994年4月25日、AMCM-4191）